# Bâtiment-base de plongeurs démineurs

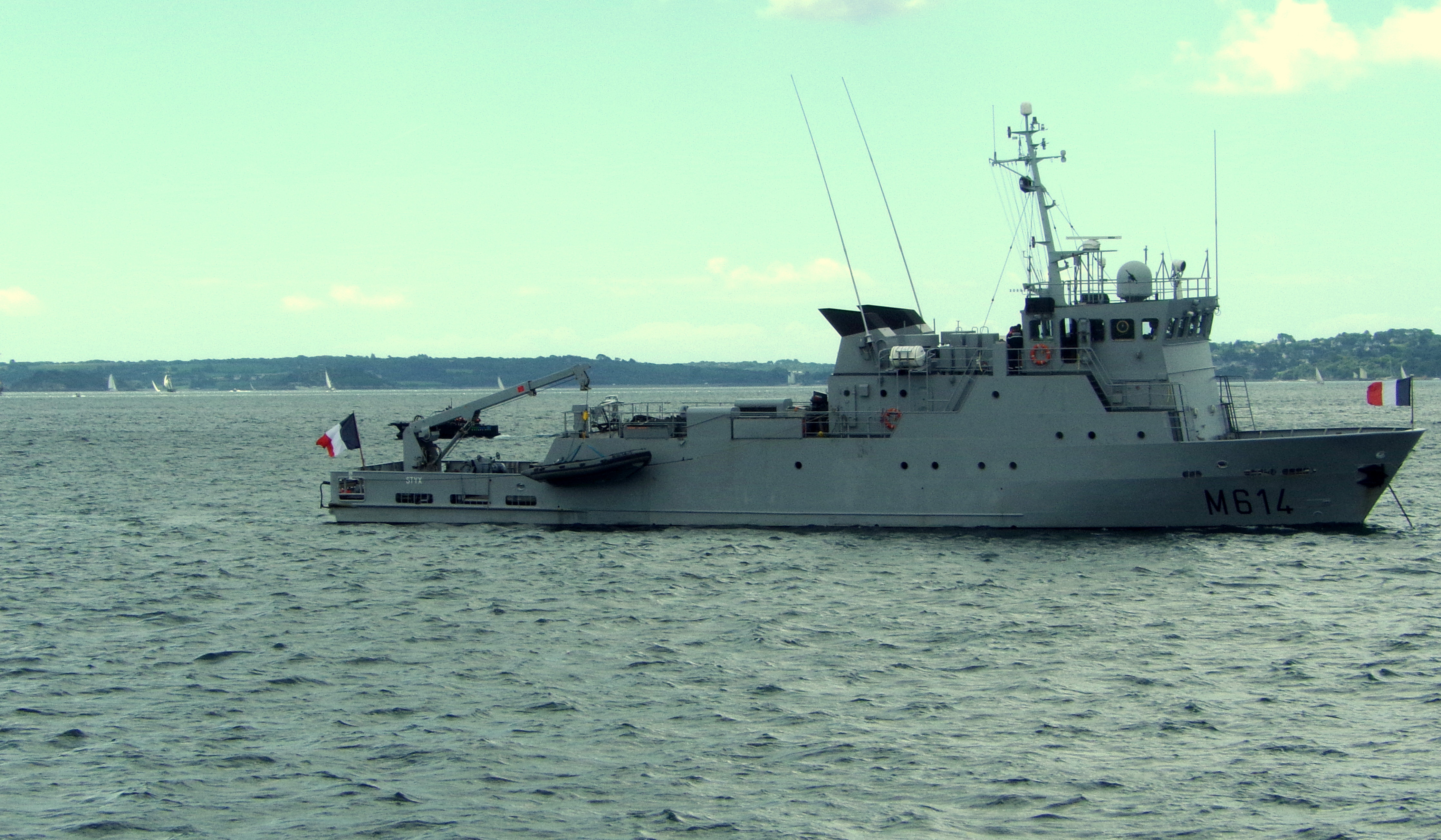
Le Styx de la marine française

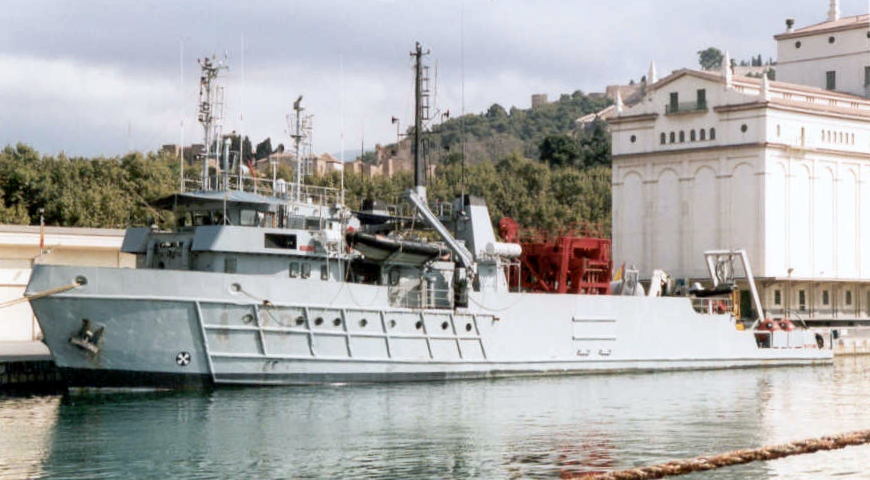
Le Neptuno de la marine espagnole

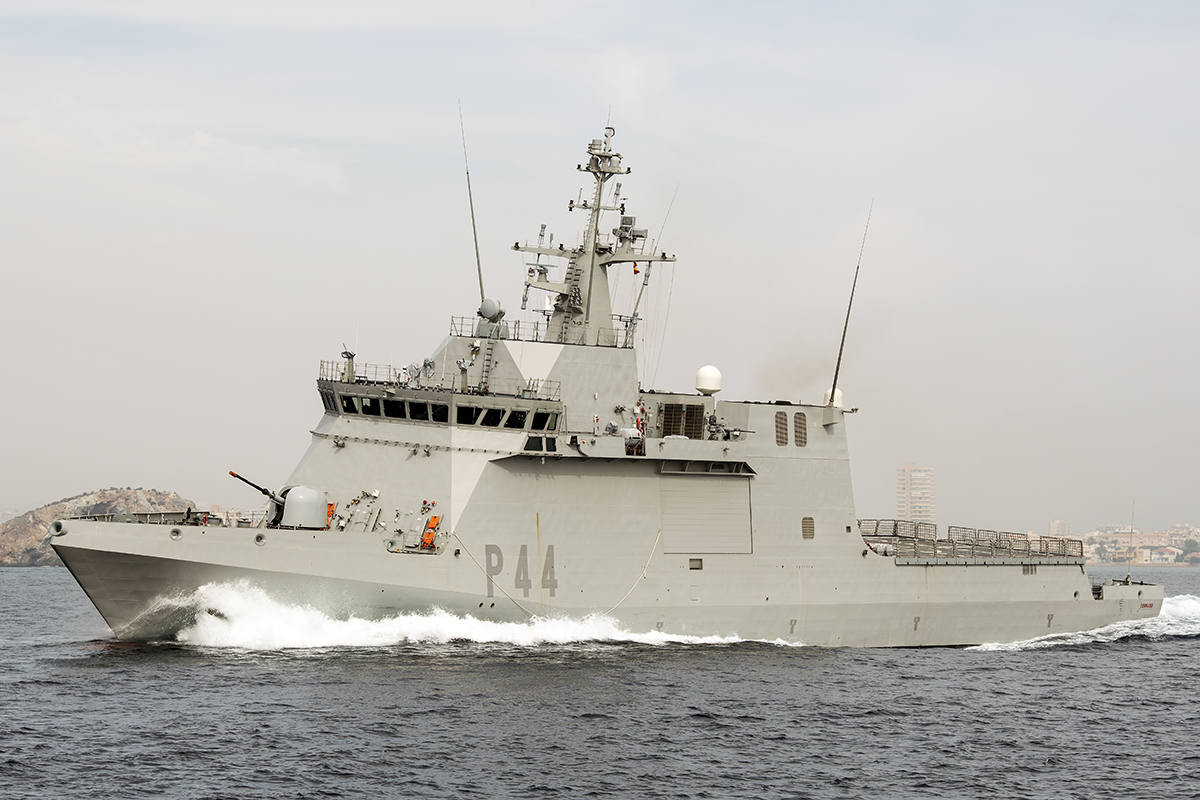
Classe Meteoro de la marine espagnole, prévu pour la plongée militaire

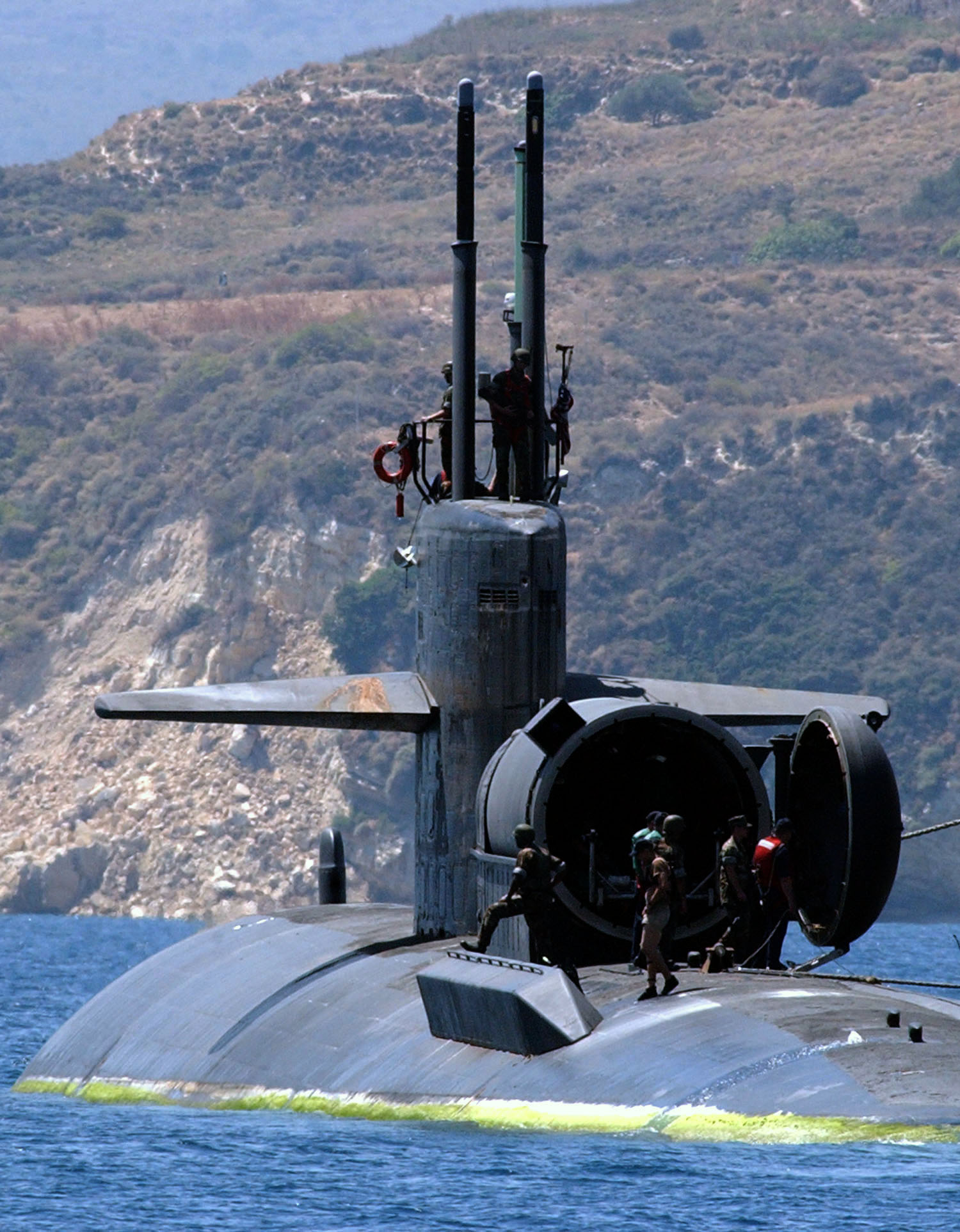
Valise sèche (dry deck shelter) pour l'entrée et la sortie de plongeurs sous l'eau, visible sur le sous-marin.

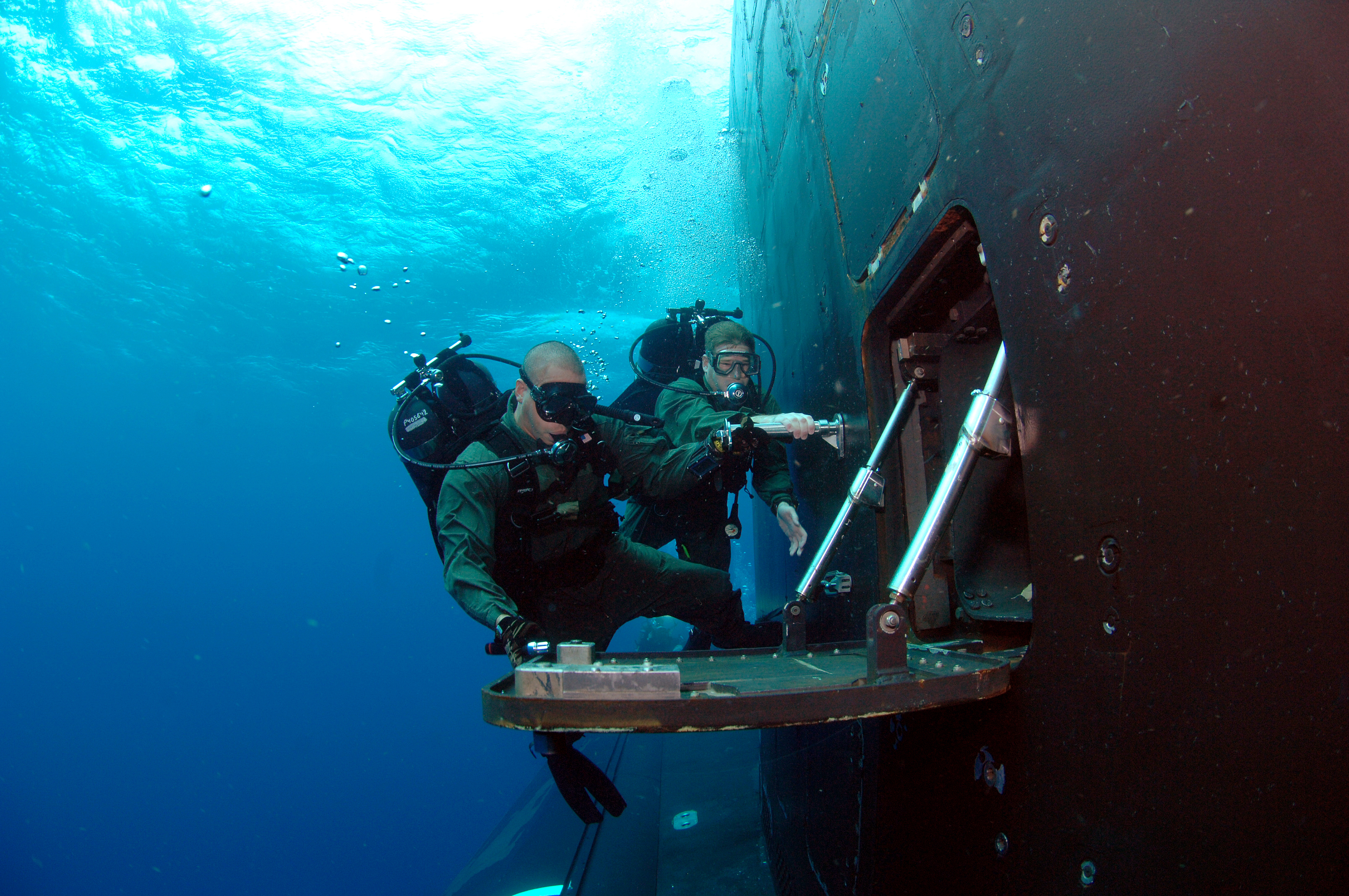
Sas de plongée dans un sous-marin nucléaire américain, pour les SEAL, 2007.

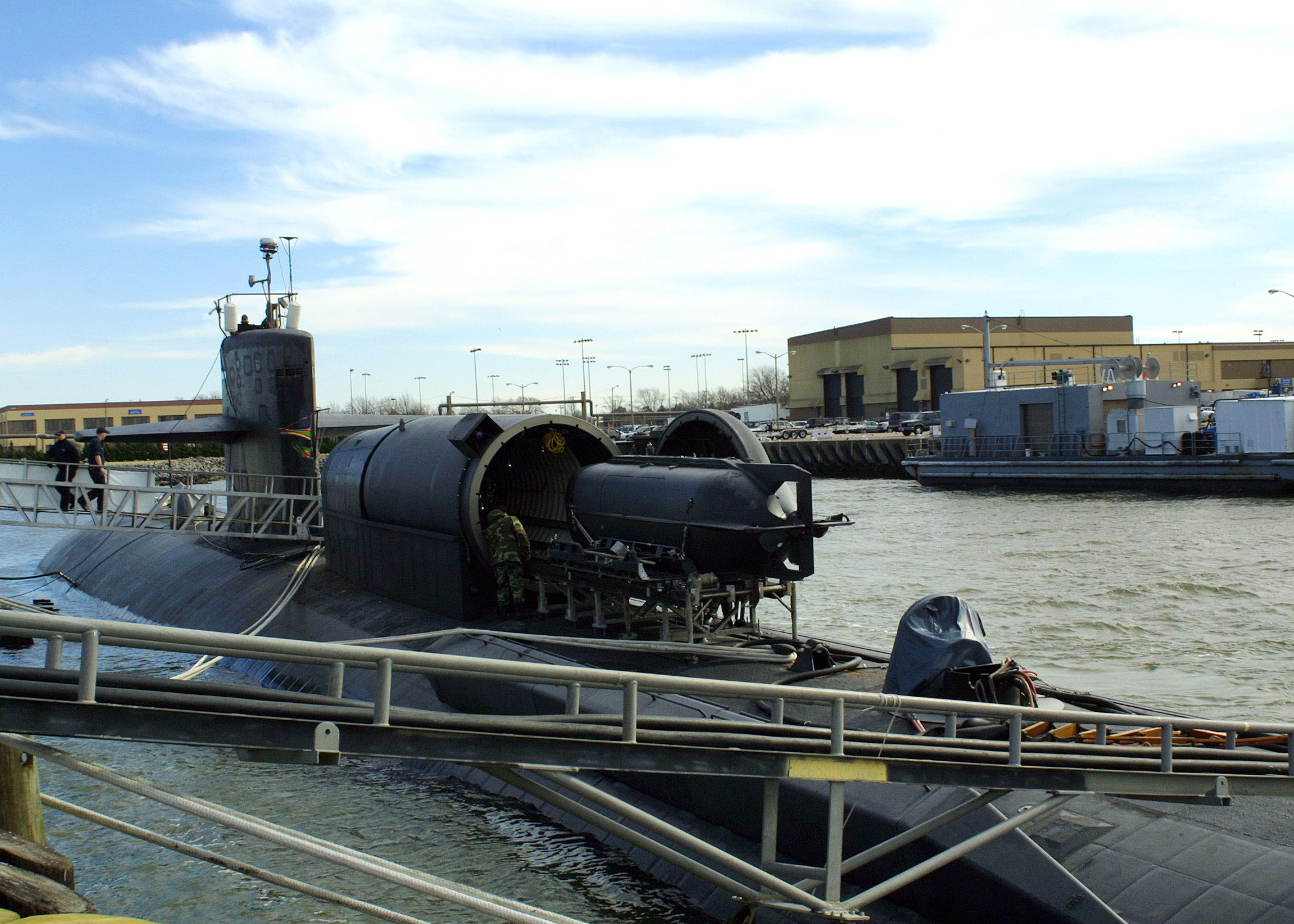
Un sous-marin de poche SEAL Delivery Vehicle, servant à engager des plongeurs des Navy SEAL, en chargement dans la valise sèche du sous-marin américain USS Dallas (SSN-700), équipé en bâtiment-base de plongeurs

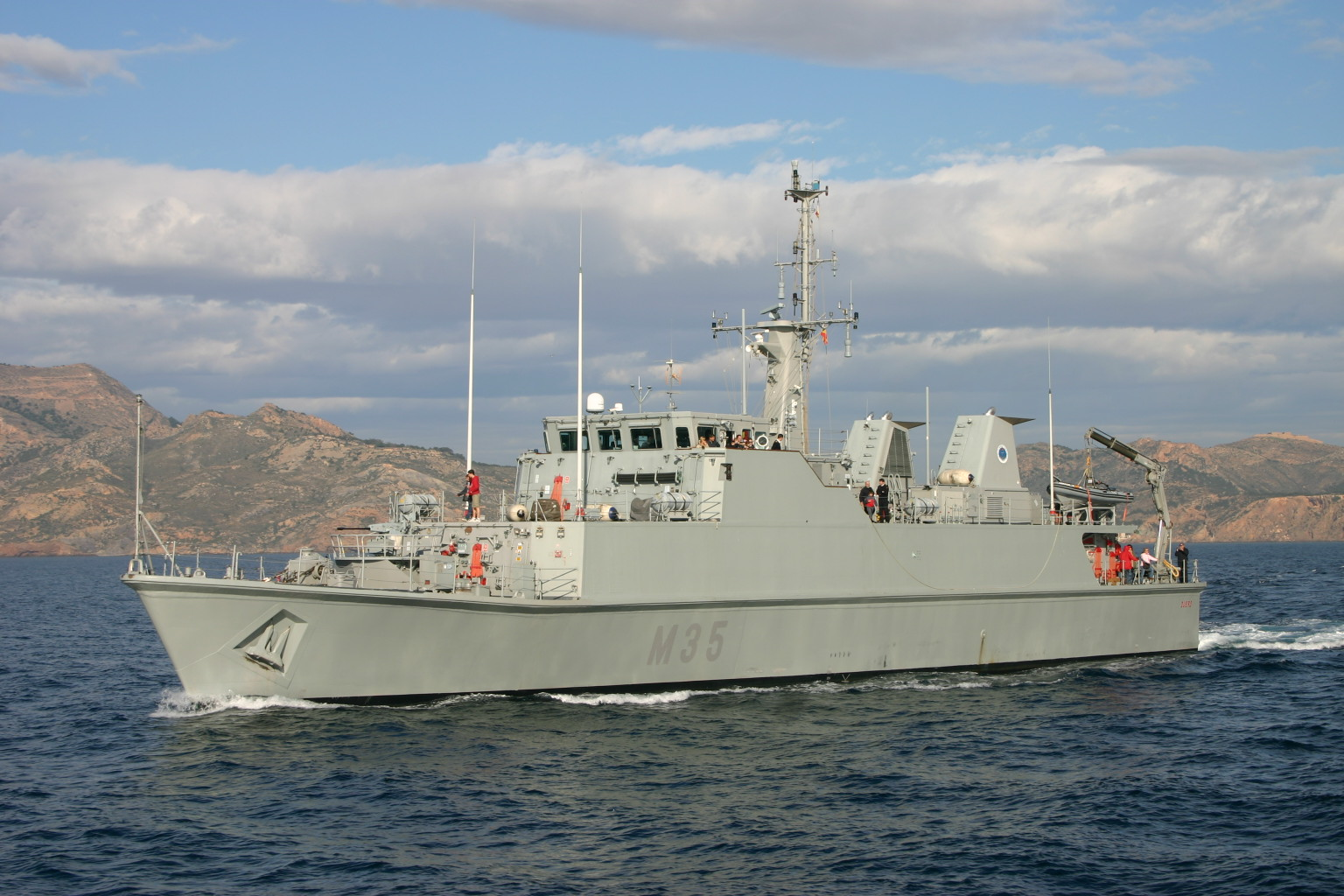
Classe Segura de l'armada espagnole servant de base aux plongeurs démineurs

Le Bâtiment-base de plongeurs ou bâtiment-base de plongeurs démineurs dans la marine française (abréviation BBPD) est un type de navire de guerre gérant la plongée sous-marine à but militaire, soit un navire auxiliaire d'appui aux plongeurs, soit un navire de guerre des mines avec une base d'appui aux plongeurs démineurs.

## Description
Ils servent à engager les plongeurs démineurs comme base de surface pour sa mission de déminage ou d'autres plongeurs de combat du génie, mais également aux forces spéciales d'hommes-grenouilles pour leurs missions de nageurs de combat. Un plongeur de bord n'est pas engagé depuis des bâtiments-base, mais depuis n'importe quel navire.
Pour un sous-marin, l'adjonction d'une valise sèche, soit un module amovible attaché lui permettant la sortie de plongeurs lors de l'immersion de celui-ci, permet de le transformer en un Bâtiment-base de plongeurs. Certains sous-marins sont équipés d'un sas et le compartiment lance-torpille permet également de faire sortir des plongeurs.

## Dans le monde

### France
Il s'agit d'une section de la Marine nationale française. Les BBPD françaises de type Vulcain sont entrés en service dès 1986:
| Bateaux      | Numéro de coque | Ville marraine   |
| ------------ | --------------- | ---------------- |
| BBPD Achéron | A613            | Beaulieu-sur-Mer |
| BBPD Pluton  | M622            | Crest            |
| BBPD Styx    | M614            | Lézardrieux      |
| BBPD Vulcain | M611            | Honfleur         |

Ces bâtiments sont dotés du matériel permettant une complète autonomie pour des plongées jusqu’à 80 mètres et peut embarquer 12 plongeurs. Ils sont équipés d'une grue hydraulique sur la plage arrière permettant de mettre rapidement à l’eau un zodiac.

### Espagne
Dans la marine espagnole, les futurs patrouilleurs hauturiers de Classe Meteoro pourront servir de bâtiment-base de plongeurs, car équipés de caisson hyperbare devant remplacer le Neptuno (A-20) de classe Amatista.
La classe Segura est une classe de chasseurs de mines habritant une base de plongeurs démineurs.

### Russie
La classe BK-18 a pour mission principale la défense côtière et à cet effet, il est prévu pour le transport et l'intervention des forces spéciales et nageurs de combat spetsnaz comme un bâtiment-base de plongeurs.